# Reimer von Wiemerstedt
Reimer von Wiemerstedt ist eine historisch nicht belegte legendenhafte Heldenfigur aus der Geschichte Dithmarschens. Der Bauer soll in der Schlacht bei Hemmingstedt den Anführer der gegnerischen Söldner, Thomas Slentz, erschlagen haben. 
Im Dithmarscher Volkslied De könig wol to dem hertogen sprak... wird der sagenhafte Held Reimer van Wiemerstedt genannt. In Theodor Fontanes Gedicht „Der Tag von Hemmingstedt“ trägt der erschlagene Söldnerführer den Namen Jürgen Slenz. Im Gedicht heißt es:
„Nur Jürgen Slenz, der ritt an den Wall, als wäre noch nichts verloren,
Ein stieß er tief, zum Sprunge bergan, seinem friesischen Hengste die Sporen,
Jetzt war er hinauf – er schaute sich um, wie wohl in besseren Tagen.
Und rief: ‚Wer ein Herz im Leibe hat, der mag es mit mir wagen!‘
Das hörte Reimer von Wiemerstedt, der hatte Lust zum Streite,
Er sprang heran und schlug mit der Axt den Speer des Junkers zur Seite,
Er holte dann aus, einen vollen Hieb auf die stählerne Brust zu führen,
Und – fest im Panzer stak die Axt, tät sich nicht rücken, nicht rühren.
Der Hieb war gut; doch unversehrt waren des Jürgen Glieder,
Da riß der Reimer und wuchtete traun am Axtstiel ihn hernieder,
Er trat ihm dann, fünf Finger breit, das Eisen zwischen die Rippen,
Es kam kein Laut, kein Seufzer mehr über des Junkers Lippen.“
Nach Reimer von Wiemerstedt sind Straßen in Heide und Brunsbüttel benannt.